# Apobletes esurialis
Apobletes esurialis är en skalbaggsart som beskrevs av George Lewis 1885. Apobletes esurialis ingår i släktet Apobletes och familjen stumpbaggar. Inga underarter finns listade i Catalogue of Life.